# Guillaume Couture (Musiker)
Guillaume (William) Couture (* 23. Oktober 1851 in Montreal; † 15. Januar 1915 ebenda) war ein kanadischer Musikpädagoge, Musikkritiker, Dirigent, Chorleiter, Komponist, Organist und Sänger (Bariton).

## Leben
Couture hatte Solfège-Unterricht und wurde dreizehnjährig Chorleiter an der Kirche Ste-Brigide. Von 1868 bis 1873 wirkte er als Chorleiter an der Kirche St-Jacques und unterrichtete Solfège an der  École normale Jacques Cartier. Von 1873 bis 1875 studierte er am Conservatoire de Paris Gesang (bei Romain Bussine), Harmonielehre (bei Théodore Dubois), Kontrapunkt, Fuge, Orchestration und Komposition.
Nach seiner Rückkehr nach Montreal nahm er seine Tätigkeiten als Chorleiter und Lehrer wieder auf und arbeitete als Musikkritiker für La Minerve. 1976 ging er erneut nach Paris und wurde im Folgejahr Chorleiter an Ste-Clotilde, wo César Franck Organist der großen Orgel und Charles Bordes Organist der Chororgel war. Ende 1877 kehrte er erneut nach Kanada zurück. Dort wirkte er an verschiedenen Kirchen als Chorleiter, zuletzt von 1893 bis zu seinem Tod an der Kathedrale St-Jacques.
Couture unterrichtete am Villa-Maria Convent, dem Hochelaga Convent, der High School for Girls, der Protestant High School, am McGill Conservatory und ab 1896 am New England Conservatory in Boston. Zu seinen Schülern zählten Guillaume Dupuis, Lynnwood Farnam, L.J. Oscar Fontaine, Achille Fortier, Henri Gagnon, George Alfred Grant-Schaefer, Arthur Laurendeau, Édouard LeBel, Léo-Pol Morin, Ada Moylan, Rodolphe Plamondon, Caroline Racicot und Alexis Contant. 
1878 gründete er die Société des Symphonistes und ab 1880 war er Dirigent der Montreal Philharmonic Society, mit der er u. a. auch Konzerte von Emma Albani begleitete. 1890 gründete er den Montreal Amateur Operatic Club und die Montreal Ladies Vocal Society, 1894 das erste Montreal Symphony Orchestra, das er zwei Jahre als Dirigent leitete. Als Musikkritiker schrieb er für die Revue de Montréal (1877), La Patrie (1879–84) und den Montreal Daily Star (1889–90, unter dem Pseudonym Symphony). 
Die bedeutendsten Kompositionen Coutures sind die Requiem Mass, die 1906 zum Begräbnis des Politikers Raymond Préfontaine (und später zu einem eigenen) aufgeführt wurde, sowie das zwischen 1906 und 1909 entstandene Oratorium Jean le Précurseur, dessen Uraufführung (1923) er nicht mehr erlebte. Frankreich ehrte ihn 1900 als  Officier d'Académie und Officier de l'Instruction publique et des Beaux-Arts. Die Stadt Montreal benannte 1951 zu seinem 100. Geburtstag eine Straße und 1962 eine Avenue nach ihm; 1985 wurde er Saint Fabien Park in Guillaume Couture Park umbenannt, und eine Schule erhielt Coutures Namen. Der Komponist Jean Papineau-Couture ist Coutures Enkel.